# Bandera de Catalunya
La bandera de Catalunya, també anomenada senyera, té el fons groc i quatre barres horitzontals roges, anomenades «faixes», en heràldica. És la bandera del poble català i un dels símbols nacionals de Catalunya. Prové de l'emblema del llinatge dels comtes de Barcelona, del qual ja es té constància l'any 1150 en un segell de Ramon Berenguer IV. A partir de l'època de Jaume I se la conegué com a «bandera reial» o «senyal reial». Desclot i Muntaner (finals del segle xiii i principis del s. XIV) s'hi referien com a «senyal dels reis d'Aragó». Amb l'arribada de la Renaixença al s. XIX, el moviment catalanista la prengué com a bandera nacional de Catalunya.
La Mancomunitat de Catalunya la feu servir com a emblema oficial a principis del s. XX, però la dictadura de Primo de Rivera la il·legalitzà i en perseguí l'exhibició fins al 1930. Fou adoptada de manera oficial el 1933 per mitjà de l'Estatut Interior, si bé el règim franquista que arribà al poder després de la Guerra Civil en tornà a prohibir l'ús a partir del 1939. L'Estatut d'Autonomia de 1979 restablí l'oficialitat de la bandera de Catalunya, que fou confirmada pel nou Estatut el 2006.
N'han sorgit diverses variacions al llarg de la història. En temps més recents, la més coneguda a Catalunya i a l'exterior és l'estelada, que representa l'independentisme català. Fou inventada el 1918 per Vicenç Albert Ballester i Camps, que s'inspirà en la bandera de la insurrecció cubana que s'havia sublevat contra el domini espanyol per aconseguir la independència el 1898. L'estelada es fa servir en manifestacions i altres actes independentistes, tant sola com acompanyada per la bandera oficial.

## Vexil·lologia

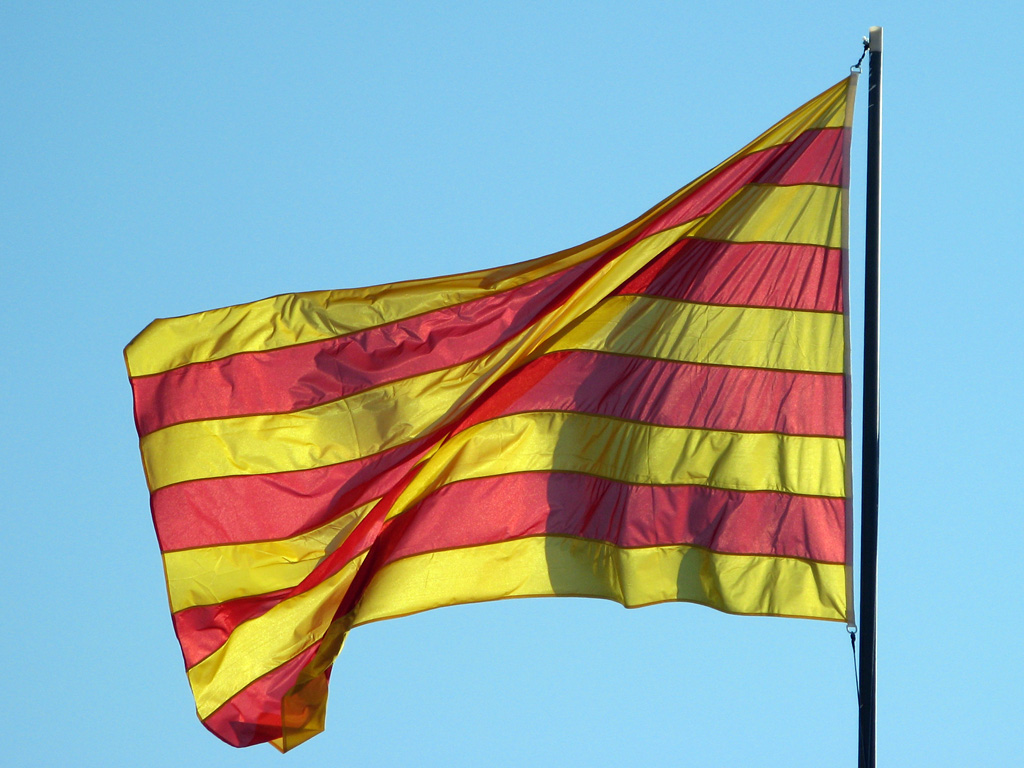
La bandera de Catalunya onejant a Sant Cugat del Vallès

Les proporcions de la bandera són 2:3, cosa que significa que fa 1,5 centímetres de llargada per cada centímetre d'alçada. Es tracta d'una bandera faixada amb nou faixes, cinc de grogues i quatre de vermelles, totes del mateix gruix.

## Disseny
Els colors oficials de la bandera són:
| Esquema | Groc          | Vermell       |
| ------- | ------------- | ------------- |
| Pantone | Yellow 012 C  | 2347 C        |
| CMYK    | 0, 2, 100, 0  | 0, 94, 100, 0 |
| RGB     | (254, 213, 0) | (224, 0, 0)   |
| HEX     | #FED500       | #E00000       |

## Història

### Origen

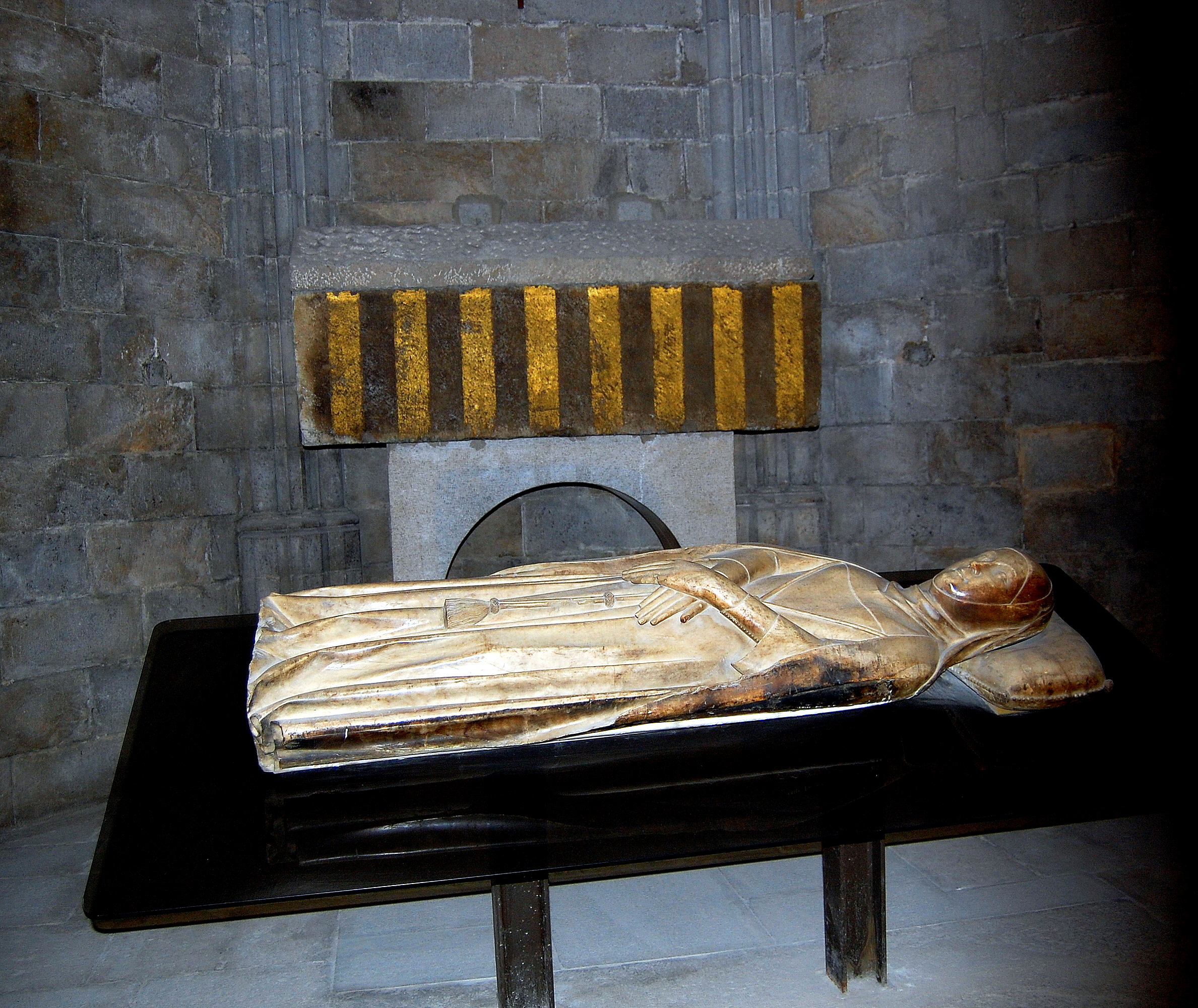
El sepulcre de la comtessa Ermessenda, amb nou franges vermelles.

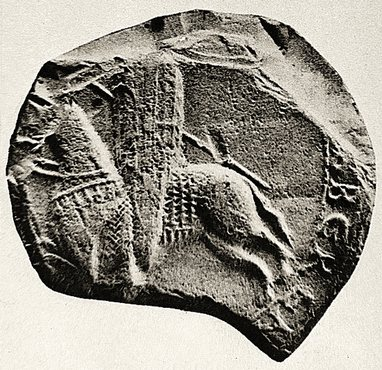
Segell de cera de Ramon Berenguer IV amb l'escut barrat

L'any 801, el fill de Carlemany Lluís el Pietós conquerí Barcelona, incorporant-la a l'Imperi Carolingi. Els comtes (comites en llatí) eren els representants de l'emperador als diversos territoris de l'Imperi. Quan s'extingí la dinastia carolíngia, el comte de París es proclamà rei, però com que no tenia poder, els comtes catalans no reconegueren la nova dinastia dels capets. La bandera de Carlemany era l'oriflama. L'origen de la bandera catalana es remunta a l'edat mitjana i als Quatre Pals del senyal heràldic del casal de Barcelona. Els sepulcres de la comtessa Ermessenda i el comte Ramon Berenguer II a la catedral de Girona són la mostra més antiga de la qual es té constància de les franges grogues i vermelles que més tard constituirien l'escut i la bandera de Catalunya. Al sepulcre d'Ermessenda, morta l'any 1057, s'hi pot veure un nombre de franges molt superior a quatre. Això és degut al fet que, quan la comtessa morí, el nombre de franges encara no havia estat fixat a quatre i se n'hi posaven tantes com cabessin a l'espai disponible. Aquestes barres són un afegit posterior a la mort de la comtessa. L’anàlisi dels pigments situen la pintura entre els anys 1100 i 1150. Són components semblants als que es van fer servir per les pintures de les esglésies romàniques del Pirineu català. El fet que les barres siguin a la catedral de Girona demostra que al segle XII “ja hi havia una vinculació dels comtats catalans amb aquest emblema”, segons l'historiador Ramon Alberch.
La primera mostra de les «quatre barres» apareix el 1150 en forma d'un segell de cera de Ramon Berenguer IV en el qual es veu una figura a cavall que porta l'escut amb el senyal heràldic. S'hi pot llegir el text llatí Raimundus Berengarii comes Barchinonensis et Princeps Regni Aragonensis («Ramon Berenguer comte de Barcelona i Príncep del Regne d'Aragó»).
Les barres vermelles i grogues eren l'emblema personal de Ramon Berenguer IV, i al principi no identificaven cap territori, sinó el seu llinatge. Només els descendents directes el podien usar, sense importar el títol que tinguessin. Amb el temps, les barres catalanes es convertirien en el símbol de la Corona.

## Llegendes
Hi ha diverses llegendes sobre l'origen del senyal heràldic català i, per tant, de la bandera de Catalunya. A finals del s. XIV, el teòleg valencià Joan de Montsó explicava en una carta a l'infant Martí d'Aragó que les barres catalanes provenien dels quatre pals de la creu de Crist. Tanmateix, les llegendes més conegudes són la d'Otger Cataló i, sobretot, la del comte Guifré el Pilós.

#### Llegenda d'Otger Cataló
A la seva obra Crónica de Aragón (1499), l'historiador aragonès Gualberto Fabricio de Vagad explicava que el primer rei d'Aragó que prengué la Senyera Reial fou Alfons el Cast, fill del comte de Barcelona Ramon Berenguer IV, deixant clar que eren «los bastons o palos de Catalueña». De la mateixa manera s'expressà el també historiador Lucio Marineo Sículo a l'obra De Aragoniae Regibus (1509), on afegí la novetat que l'emblema tenia el seu origen en el mític cavaller Otger Cataló. L'obra de Lucio Marineo Sículo fou traduïda al castellà per Juan de Molina i impresa a València amb el nom de Crónica d'Aragón. Partint d'aquesta traducció l'historiador castellà Gonzalo Fernández de Oviedo y Valdés inventà una versió primigènia de la llegenda de les quatre barres a la seva obra autògrafa Catálogo Real de Castilla. L'historiador castellà explica que el cavaller Otger Cataló tenia per armes un escut franc tot daurat, i que mentre lluitava contra els sarraïns fou ferit en una mà. Quan volgué adreçar l'escut, li quedaren quatre marques dels dits tacats de sang a l'escut. Acabada la batalla, Otger Cataló manà que a partir d'aleshores aquell fos l'escut dels seus successors.

#### Llegenda de Guifré el Pilós

Escut amb el Senyal Reial.

Quan a la Segunda parte de la crónica general de España arriba el moment d'explicar els fets del comte de Barcelona Guifré el Pilós, Beuter hi insereix l'episodi de la Llegenda de les quatre barres de sang. Explica Beuter que els normands atacaren França i el comte Guifré el Pilós anà a ajudar a l'emperador franc. Una vegada derrotats els normands, el comte Guifré el Pilós demanà a l'emperador Lluís —no es concreta de quin Lluís es tractava, si de Lluís I (814-840), de Lluís II (877-879), o de Lluís III (879-882)— que li donés un escut d'armes. Aleshores, l'emperador se li acostà, es mullà els dits de la mà dreta en una ferida que tenia el comte i els passà de dalt a baix de l'escut daurat del comte, dient-li: «Aquestes seran les vostres armes, comte».
Tot i que Beuter no especificà de quin emperador Lluís es tractava, la imaginació popular ràpidament l'assimilà a Lluís I el Pietós, que en realitat no visqué a la mateixa època que el comte Guifré. Per aquest motiu, quan la llegenda s'estengué ràpidament poc després, es canvià l'emperador Lluís pel seu fill Carles el Calb amb l'objectiu de fer que la llegenda fos més versemblant, car l'emperador Carles sí que fou coetani de Guifré el Pilós. Des de l'obra de Beuter fins a la versió de Víctor Balaguer (1859) es difongueren set variants diferents de la llegenda del comte Guifré.

## Altres hipòtesis

#### Hipòtesis descartades
- Hipòtesi de la institució del Casament a casa al s.XII.[13]

Alfons el Cast heretà el llinatge de la seva mare Peronella, i no el del seu pare (sic), en haver-se aplicat la figura jurídica del dret altaragonès del casament a casa en la donació del regne de Ramir a Ramon Berenguer IV. Per tant, l'emblema seria del llinatge aragonès. Aquesta hipòtesi, que no té l'aval de cap jurista, va ser refutada el 1997 pel doctor en dret Josep Serrano Daura, ja que no existeix cap rastre documental d'aquesta institució en el segle xii, la seva existència seria incompatible amb les diferents compilacions dels furs de Jaca fins a finals segle xiv i amb els furs d'Aragó del 1247. A més a més, els juristes aragonesos que més han estudiat la institució només la remunten al segle xviii. La institució és altaragonesa, és a dir, desconeguda ja a Osca i Barbastre, i només consisteix en el gaudi, per part del forà de la casa, de l'usdefruit vidual sobre els béns del cònjuge mort i no en la seva titularitat (el regne) que sí que va obtenir el comte de Barcelona que va rebre el jurament de fidelitat públic de tots els nobles aragonesos propi de l'estructura feudal i que els comportava l'obligació de seguir-lo i servir-lo com el seu senyor. Segons Joaquín Costa, el casament a casa consisteix en la facultat que es reserva en els capítols matrimonials el cònjuge foraster, en cas d'enviduar, de contraure nou matrimoni sobre la casa, i els béns d'ella, sense perdre l'usdefruit foral que queda prorrogat en perjudici dels hereus legítims. Per altra banda, si Alfons hagués heretat el llinatge de sa mare aquest hauria estat el de la casa de Pamplona o Ximena propi dels reis d'Aragó anteriors a l'arribada de la casa catalana.
- Els colors papals i els cordills de les bolles dels documents papals.

El rei d'Aragó i Pamplona, Sanç Ramírez va infeudar-se ell i el seu regne a la Santa Seu el 1089 i hauria adoptat els colors del seu nou senyor feudal que serien groc i vermell. Que aquests eren els colors "ho demostrarien" dos frescos del 1247 on es veu el Papa amb un signífer que porta un conopeum amb aquests colors (fig.1). Els frescos són de la capella de Sant Silvestre reconstruïda al XIII, és a dir, són posteriors a la visita a Roma que va fer el rei Pere el Catòlic, acompanyat per nobles catalans i provençals per fer-se coronar pel Papa el 1204.

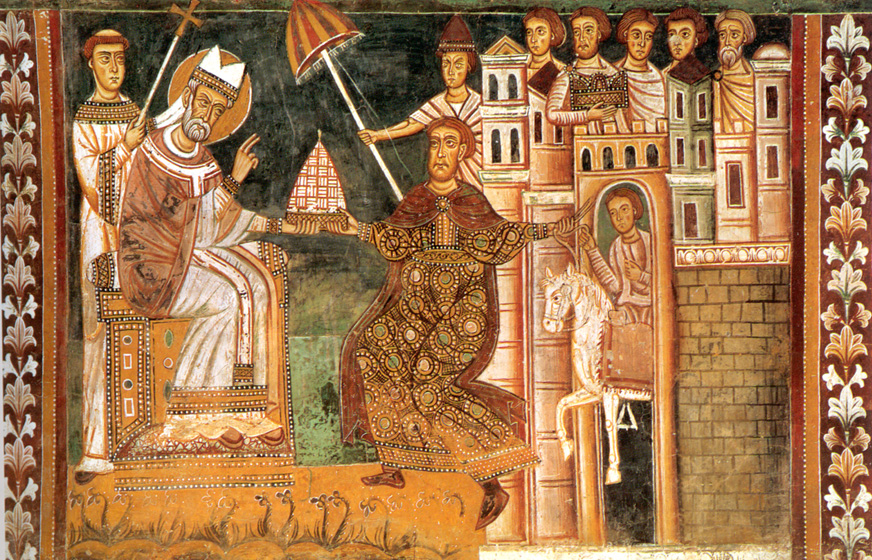
(fig.1)El papa Sant Silvestre amb el signífer que porta el conopeum amb els colors groc i vermell de Roma i del seu imperi. Aquesta mena de para-sol, és un símbol que significa que l'Imperi romà o l'Emperador és el protector de l'església.

En aquesta visita, el rei oferí al papa el seu emblema i aquest acceptà portar-lo ell i els seus successors.
No hi havia armes ni penó amb armes de l'Església catòlica anteriors al segle xiii i quan les van tenir no van ser palades sinó dues claus en sautor. Els colors de l'església a l'edat mitjana eren el groc i el vermell i si fos certa aquesta hipotesi Navarra també tindria les barres en el seu escut en ser un emblema del llinatge. L'actual bandera de Roma, groga i vermella, va ser adoptada el 1860.
Quant als colors dels cordills, les referències d'una cinquantena de documents papals que es conserven amb bolles, dels segles xi i xii, indiquen que els cordills que les subjectaven eren de colors verd, blau, blanc, groc o vermell barrejats entre ells. Documents que combinessin el groc i el vermell només n'hi ha vuit.
- Sobre els sarcòfags de la seu de Girona.

L'autor Montaner Frutos, el 1995, va argumentar que les pintures dels sarcòfags romànics dels comtes Ramon Berenguer II i Ermessenda no podien ser del segle xi perquè la pintura no hagués aguantat tres segles a la intempèrie fins que els sarcòfags van ser traslladats a l'interior del temple el 1385. Aquest argument va ser adoptat també per l'aragonès Faustino Menéndez-Pidal en obres posteriors. Aquest argument està refutat avui en dia, des de la publicació, el 2000, dels resultats de les excavacions del subsòl de la catedral gironina. Aquests treballs van demostrar que juxtaposada al temple hi havia, davant seu, una galilea, o vestíbul, de nou metres de profunditat que neguen que les pintures estiguessin a la intempèrie. De fet, van trobar els dos nínxols dels sarcòfags a banda i banda de l'escalinata per on s'accedia al temple pintats de blau, així mateix, com fragments dispersos que formarien part de les cornises i altres elements decoratius d'aquesta entrada amb restes de pintura blava i vermella.
Faustino Menéndez Pidal també assenyala que no s'han trobat altres ornamentacions similars en sepulcres del segle xi, que el sepulcre de Ramon Berenguer III no té aquesta inscripció, tot i ser posterior, i que les pintures van ser fetes probablement el 1385 quan es van traslladar els sepulcres a l'interior del temple. L'autor, però, no mostra cap exemple de sepulcre d'un sobirà del segle xiv on es figurin les armes sense forma heràldica, sense forma d'escut, en l'època de ple apogeu de l'heràldica. De fet, el rei Pere terç manà posar escuts barrats en els dos sepulcres gòtics dels comtes: L'escut del comte, barrat, el de la comtessa miniat, partit, en una meitat els pals i en l'altre, en blanc. En canvi, les armes en el sepulcres romànics són plenes en ambdós casos. El mateix rei, anys abans, havia enviat a Poblet un escut heràldic manant que es posés a la tomba del seu pare, el rei Alfons III el Benigne allà enterrat. Per altra banda, el sepulcre de comte Ramon Berenguer III no ens ha arribat complet, es van perdre les tapes i part dels costats.

## Estelada

Estelada blava.

El 1918 es creà la senyera estelada, una bandera reivindicativa de la independència de Catalunya. La senyera estelada és la tradicional de les quatre barres afegint-hi un triangle blau amb un estel blanc al centre. Anteriorment, el 1906 i un cop finalitzada la Guerra d'Independència cubana, els catalans del Centre Catalanista de Santiago de Cuba van crear una versió primigènia en la qual apareix un estel blanc de cinc puntes sense cap triangle. Dos anys després, el 1908, es creà una senyera estelada primigènia que, en lloc de lluir el triangle a l'esquerra amb l'estel, mostrava un rombe al mig amb un estel blanc a l'interior. Aquesta versió primigènia aparegué a la seu de Lliga Nacionalista Catalana amb seu a París.
Finalment el 1918 es forjà l'estelada amb el seu disseny definitiu, creada per Vicenç Albert Ballester. Va ser un cop signat l'armistici de la Primera Guerra Mundial i inspirats per la Llista dels 14 punts de Woodrow Wilson, que uns joves de la Unió Catalanista volgueren explotar el moment polític internacional per tal que Catalunya assolís la construcció d'un estat propi com la resta de nacions europees. És d'aleshores quan data una primera fotografia en què uns joves nord-americans i uns de catalans subjecten sengles banderes a Montserrat.
El 29 de gener del 2014 el Parlament de Catalunya feu un primer pas en el reconeixement oficial de la senyera estelada en dotar-la d'estatus legal assenyalant el valor simbòlic que havia adquirit al llarg d'un segle amb la Resolució 497/X: «El Parlament de Catalunya reconeix l'estelada com a símbol que representa un anhel i una reivindicació democràtica, legítima, legal i no violenta».

## Proposta per a un estat dels Països Catalans

Bandera de Catalunya proposada per Armand de Fluvià el 2010 en el cas de la creació dels Països Catalans.

L'heraldista Armand de Fluvià, assessor de la Generalitat de Catalunya en qüestions d'heràldica, recorda que l'emblema familiar dels comtes de Barcelona es va territorialitzar, per la mateixa voluntat dels monarques, a finals del segle xiv, en el comtat de Barcelona que és el mateix que dir en el Principat de Catalunya. Basant-se en aquest fet, conclou que l'únic país que pot ostentar la bandera groga i vermella quadrifaixada sense cap additament és Catalunya. Això no significa però, que els altres territoris dels Països Catalans no puguin també usar el senyal dels comtes de Barcelona, ja que també varen ser llurs sobirans.
Finalment proposa que si els Països Catalans s'arribessin a constituir com a estat, la seva bandera podria ser, de manera indiscutible, la bandera groga amb les quatre faixes vermelles sense cap additament. En aquest cas, la bandera pròpiament de Catalunya podria ser una bandera groga amb quatre faixes vermelles i un pal blanc al cap de la bandera amb la creu plena vermella, la Creu de Sant Jordi.